# Brea discifera
Brea discifera är en tvåvingeart som beskrevs av Friedrich Georg Hendel 1914. Brea discifera ingår i släktet Brea och familjen bredmunsflugor. Inga underarter finns listade i Catalogue of Life.